# 분노는 말이 없다
《분노는 말이 없다》(중국어: 暴裂無聲)는 2018년에 개봉한 중국의 영화이다.

## 캐스팅
주연
- 강무
- 송양
- 원문강

조연
- 탁탄
- 안호